# حنان الأغا
حنان الأغا (1948 – 19 نيسان/أبريل 2008)، كانت كاتبةً وشاعرةً وفنانة تشكيلية فلسطينية-أردنية. عملت وعرضت أعمالها في العديد من الدول العربية، ولا تزال العديد من أعمالها معروضة على المنصات الإلكترونية. كما عملت في وزارة التربية والتعليم الأردنية حتى تقاعدها. ابنتها هي الممثلة والمنتجة الأردنية صبا مبارك.

## الخبرات العملية
- تدريس مادة التربية الفنية في المدارس وكليات المجتمع.
- رئاسة شعبة التربية الفنية في المديرية العامة للمناهج وتقنيات التعليم
- محاضرة في دورات فنية عديدة في وزارة التربية وصندوق الملكة علياء.
- عضو رابطة الفنانين التشكيليين في الأردن.
- عضوية جمعية الفنانين التشكيليين في فلسطين.

## الخبرات الأخرى
- عضو لجان تطوير مبحث التربية الفنية.
- عضو لجنة حصر مسميات الألوان في مجمع اللغة العربية في الأردن 1987.
- عضو فرق تطوير التربية الفنية.
- مؤلفة لعدد من كتب الفن والحرف التقليدية / وزارة التربية والتعليم.

## المعارض
- عدد من المعارض الفنية التشكيلية الخاصة في عمّان وبغداد والقاهرة.
- معارض جماعية في إطار رابطة التشكيليين الأردنيين.
- شاركت في عدد كبير من المعارض محليا وعربيا وعالميا.

## أعمالها
منها ما هو مقتنيات لدى جهات حكومية وخاصة داخل الأردن وخارجه، بالإضافة للإشراف والإعداد لمعارض فنية عربية ودولية للأطفال.

## الأعمال الأدبية
- كتابات في مجال القصة القصيرة والشعر وقصيدة النثر والمسرحية.
- أذيعت بعض كتاباتها الشعرية في الإذاعة الأردنية.
- نشرت بعض كتاباتها في الصحف المحلية والعربية وكذلك المجلات.

ولها العديد من المطبوعات الأدبية والفنية التشكيلة